# Санта-Ана (река)

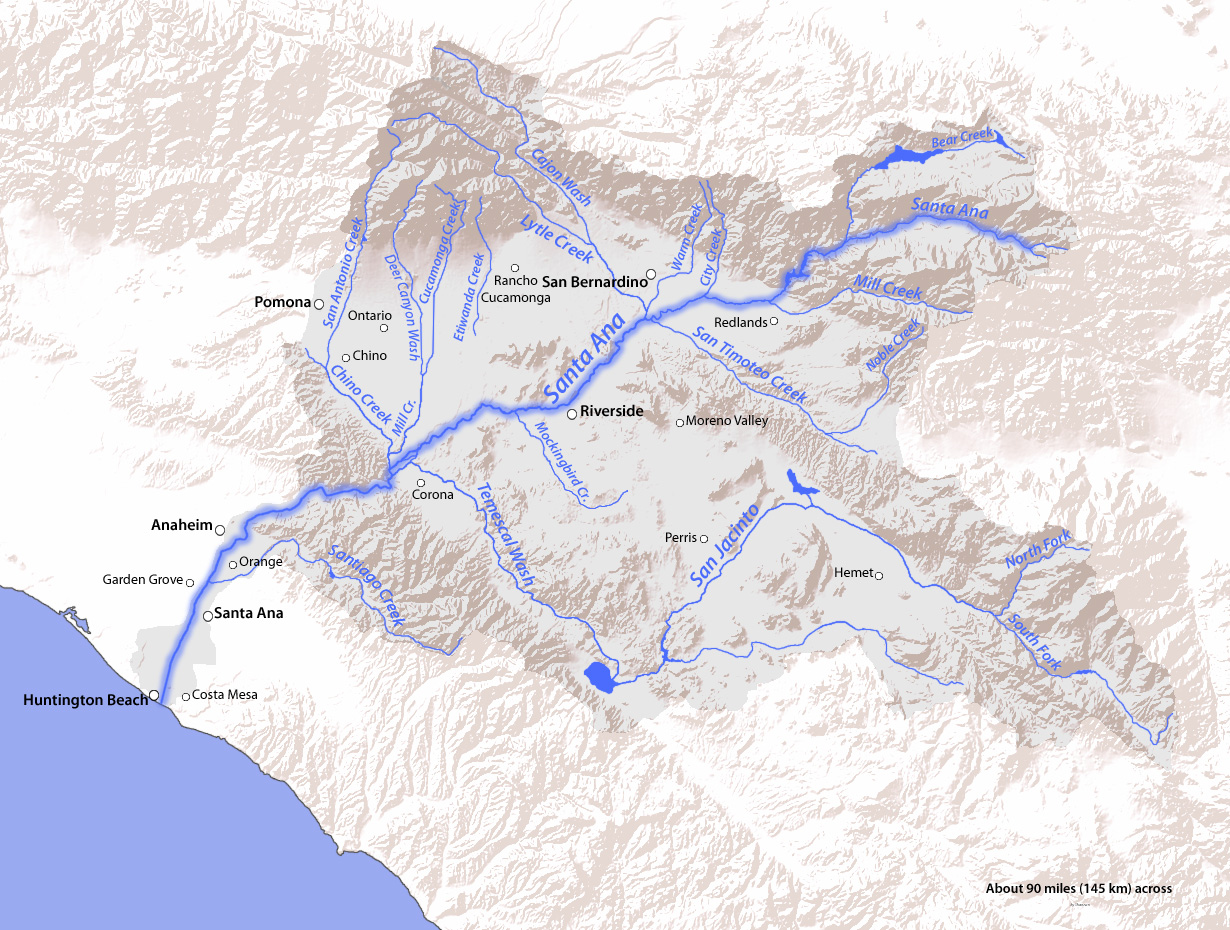
Схема бассейна реки Санта-Ана

Санта-Ана (англ. Santa Ana River) — крупная река на юге штата Калифорния, США. Берёт начало в районе горного хребта Сан-Бернардино, течёт на запад и юго-запад, протекая через города Сан-Бернардино и Риверсайд, затем прорезает северную часть хребта Санта-Ана, протекает через город Санта-Ана и впадает в Тихий океан. Длина река составляет 154 км; площадь бассейна — 6900 км².
Всего Санта-Ана принимает около 50 основных притоков. Наиболее важным притоком является река Сан-Хасинто, которая довольно редко достигает реки Санта-Ана, за исключением наиболее дождливых лет. Бассейн реки представляет собой плоскую и засушливую равнину Внутренней Империи и прибрежную равнину, которые разделены хребтом Санта-Ана, который проходит почти перпендикулярно реке, с северо-запада на юго-восток. По данным на 2000 год в бассейне Санта-Аны проживает около 4,8 млн человек.